# Дагестанский театр оперы и балета
Дагестанский государственный театр оперы и балета — государственный театр Дагестана.

## История
Начало театру дала постановка национальной оперы «Хочбар» классика дагестанской музыки Готфрида Гасанова в 1998 году. Министр культуры Дагестана Наида Абдулгамидова выступила с инициативой создания такого театра в республике. И в марте 1999 года согласно постановлению правительства РД в целях дальнейшего развития музыкальной и хореографической культуры и повышения общекультурного уровня населения было принято решение о создании в Дагестане государственного театра оперы и балета. Создание театра было огромным событием не только в истории культуры и искусств Дагестана, но и социально значимым для всех народов республики

## Постановки
В репертуаре театра две национальные оперы — «Хочбар» Г. Гасанова и «Йырчи Казак» Н. Дагирова, опера русского классика С. Рахманинова «Алеко», а также яркая веселая сказка для детей «Красная Шапочка» Н. Гокиели и два национальных балета — «Горянка» и «Шамиль» — М. Кажлаева, а также балет «Энигма» на музыку французских композиторов. Поставлена и оперетта «Аршин мал алан» на музыку У. Гаджибекова.
В настоящее время театр работает над постановкой музыкальной комедии «Валида» М. Кажлаева и балета-шоу «Чарли — великий маг», а также над оперой для детей «Кошкин дом» по сказке С. Маршака.

## Труппа
Художественный руководитель Гусейнов Магомед Азизханович †. Художественный руководитель балетной труппы Оздоев, Муса Хазботович.Всего в театре трудятся около 155 человек. В труппе есть народные и заслуженные артисты РФ, РД, такие как А. Айгумов, Т. Курачев, У. Арбуханова, Б. Осаев, А. Магомедмирзаев, М. Абасов, М-Р. Заваев. С. Мусаева †, М. Камалов и другие.